# Villasavary
Villasavary  est une commune française, située dans le nord-ouest du département de l'Aude en région Occitanie. Ses habitants sont appelés les Villasavariens.
Sur le plan historique et culturel, la commune fait partie du Lauragais, l'ancien « Pays de Cocagne », lié à la fois à la culture du pastel et à l’abondance des productions, et de « grenier à blé du Languedoc ». Exposée à un climat méditerranéen, elle est drainée par le ruisseau de la Preuille, le ruisseau de la Fontaine de Besplas, le ruisseau de Mézeran, le ruisseau des Canonges et par un autre cours d'eau. La commune possède un patrimoine naturel remarquable : un site Natura 2000 (le « piège et collines du Lauragais ») et deux zones naturelles d'intérêt écologique, faunistique et floristique.
Villasavary est une commune rurale qui compte 1 216 habitants en 2022, après avoir connu une forte hausse de la population depuis 1975. Elle fait partie de l'aire d'attraction de Castelnaudary. Ses habitants sont appelés les Villasavariens ou  Villasavariennes.
Le patrimoine architectural de la commune comprend un immeuble protégé au titre des monuments historiques : la chapelle Saint-Martin-de-la-Salle, inscrite en 1999.

## Géographie
Villasavary se situe dans le Lauragais entre Toulouse et Carcassonne.
Le village est situé à quelques kilomètres de Castelnaudary, mais également en plein cœur du Pays cathare et non loin du canal du Midi.

### Communes limitrophes
Les communes limitrophes sont Bram, La Cassaigne, Fanjeaux, Laurabuc, Laurac, Pexiora, Villepinte et Villesiscle.
| Laurabuc     | Pexiora     | Villepinte, Bram |
| Laurac       | Villasavary | Villesiscle      |
| La Cassaigne | Fanjeaux    |                  |

### Hydrographie
La commune est dans la région hydrographique « Côtiers méditerranéens », au sein du bassin hydrographique Rhône-Méditerranée-Corse. Elle est drainée par le ruisseau de la Preuille, le ruisseau de la Fontaine de Besplas, le ruisseau de Mézeran, le ruisseau des Canonges et le ruisseau de la Rose, qui constituent un réseau hydrographique de 26 km de longueur totale,.
Le ruisseau de la Preuille, d'une longueur totale de 16,2 km, prend sa source dans la commune de La Cassaigne et s'écoule vers l'est puis se réoriente vers le nord-est. Il traverse la commune et se jette dans le canal du Midi à Bram, après avoir traversé 5 communes.

### Climat
Pour des articles plus généraux, voir Climat de l'Occitanie et Climat de l'Aude.
En 2010, le climat de la commune est de type climat du Bassin du Sud-Ouest, selon une étude s'appuyant sur une série de données couvrant la période 1971-2000. En 2020, Météo-France publie une typologie des climats de la France métropolitaine dans laquelle la commune est exposée à un climat océanique altéré et est dans la région climatique Aquitaine, Gascogne, caractérisée par une pluviométrie abondante au printemps, modérée en automne, un faible ensoleillement au printemps, un été chaud (19,5 °C), des vents faibles, des brouillards fréquents en automne et en hiver et des orages fréquents en été (15 à 20 jours).
Pour la période 1971-2000, la température annuelle moyenne est de 13,5 °C, avec une amplitude thermique annuelle de 15,9 °C. Le cumul annuel moyen de précipitations est de 726 mm, avec 9,7 jours de précipitations en janvier et 5,3 jours en juillet. Pour la période 1991-2020, la température moyenne annuelle observée sur la station météorologique la plus proche, située sur la commune de Fanjeaux à 4 km à vol d'oiseau, est de 14,3 °C et le cumul annuel moyen de précipitations est de 625,0 mm,. Pour l'avenir, les paramètres climatiques de la commune estimés pour 2050 selon différents scénarios d'émission de gaz à effet de serre sont consultables sur un site dédié publié par Météo-France en novembre 2022.

### Milieux naturels et biodiversité

#### Réseau Natura 2000

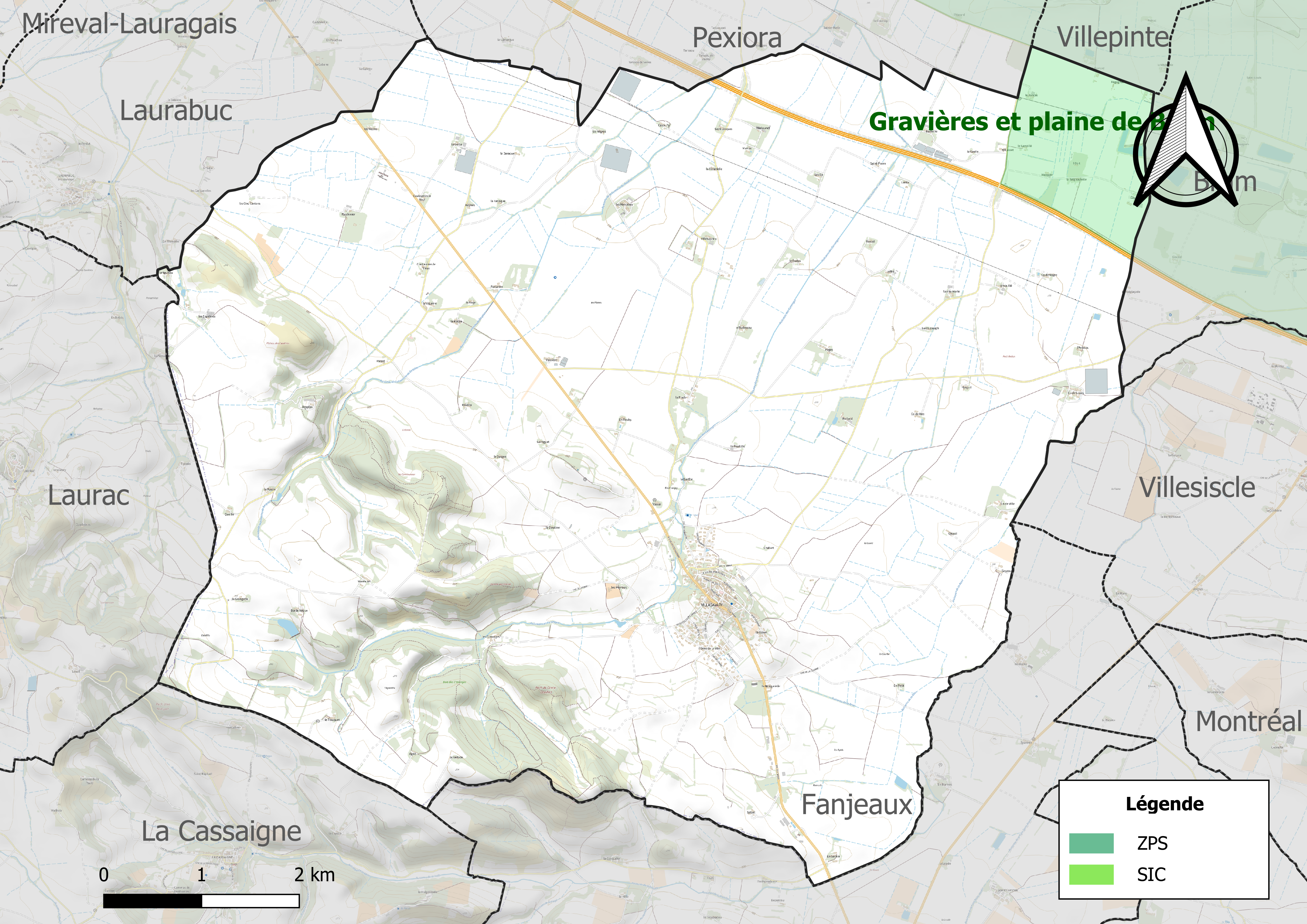
Sites Natura 2000 sur le territoire communal.

Le réseau Natura 2000 est un réseau écologique européen de sites naturels d'intérêt écologique élaboré à partir des directives habitats et oiseaux, constitué de zones spéciales de conservation (ZSC) et de zones de protection spéciale (ZPS).
Un site Natura 2000 a été défini sur la commune au titre  de la directive oiseaux : le « piège et collines du Lauragais », d'une superficie de 31 216 ha, ayant une position de transition entre la Montagne Noire et les premiers contreforts pyrénéens. On y voit donc régulièrement des espèces à grand domaine vital soit en chasse, soit à la recherche soit de sites de nidification : le Vautour fauve, l'Aigle royal, le Faucon pèlerin sont ainsi plus ou moins régulièrement observés sur le territoire concerné.

#### Zones naturelles d'intérêt écologique, faunistique et floristique
L’inventaire des zones naturelles d'intérêt écologique, faunistique et floristique (ZNIEFF) a pour objectif de réaliser une couverture des zones les plus intéressantes sur le plan écologique, essentiellement dans la perspective d’améliorer la connaissance du patrimoine naturel national et de fournir aux différents décideurs un outil d’aide à la prise en compte de l’environnement dans l’aménagement du territoire.
Une ZNIEFF de type 1 est recensée sur la commune :
les « gravières et plaine de Bram » (2 381 ha), couvrant 6 communes du département et une ZNIEFF de type 2, : 
la « bordure orientale de la Piège » (11 102 ha), couvrant 22 communes du département.

Carte des ZNIEFF de type 1 et 2 à Villasavary.
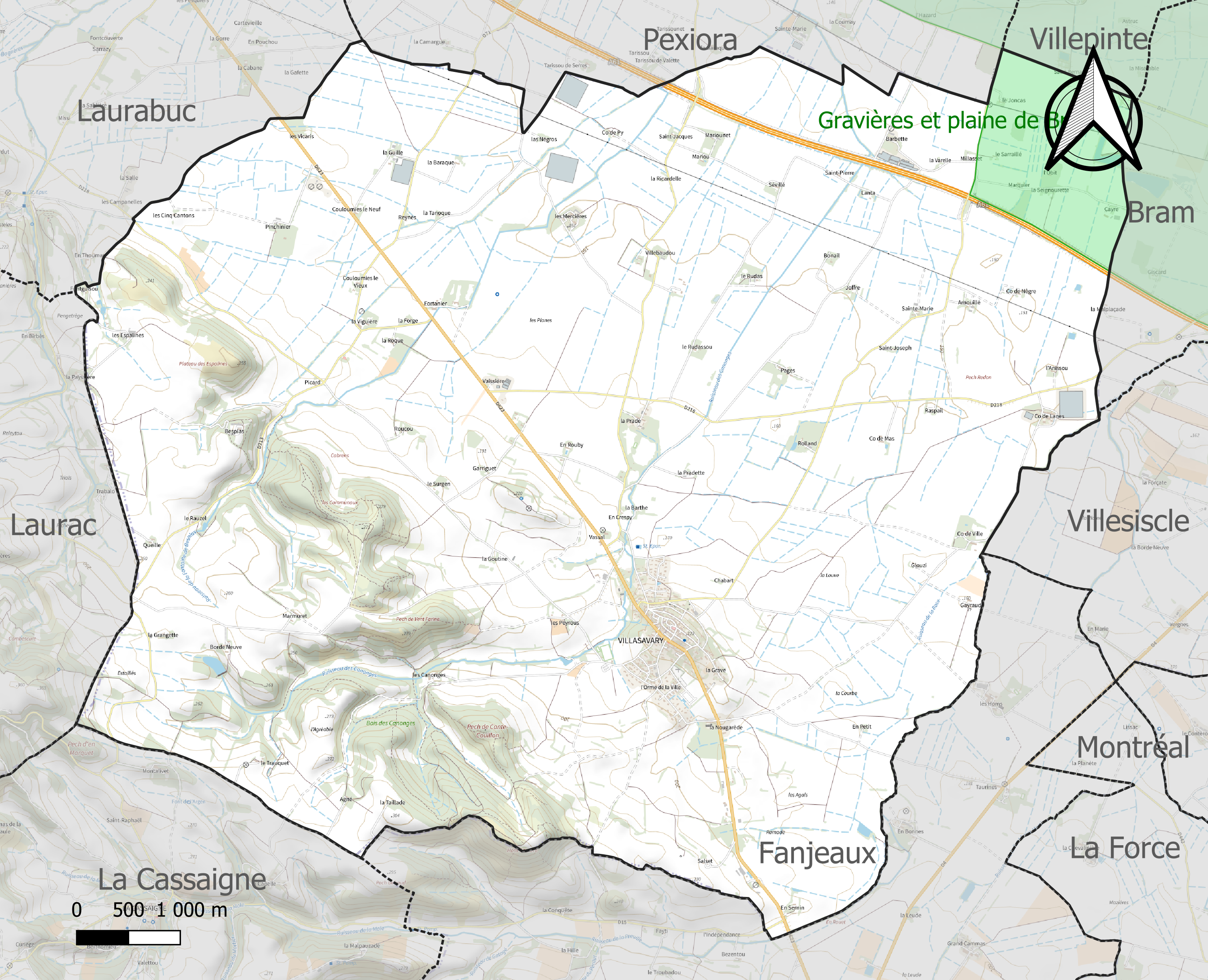
Carte de la ZNIEFF de type 1 sur la commune.
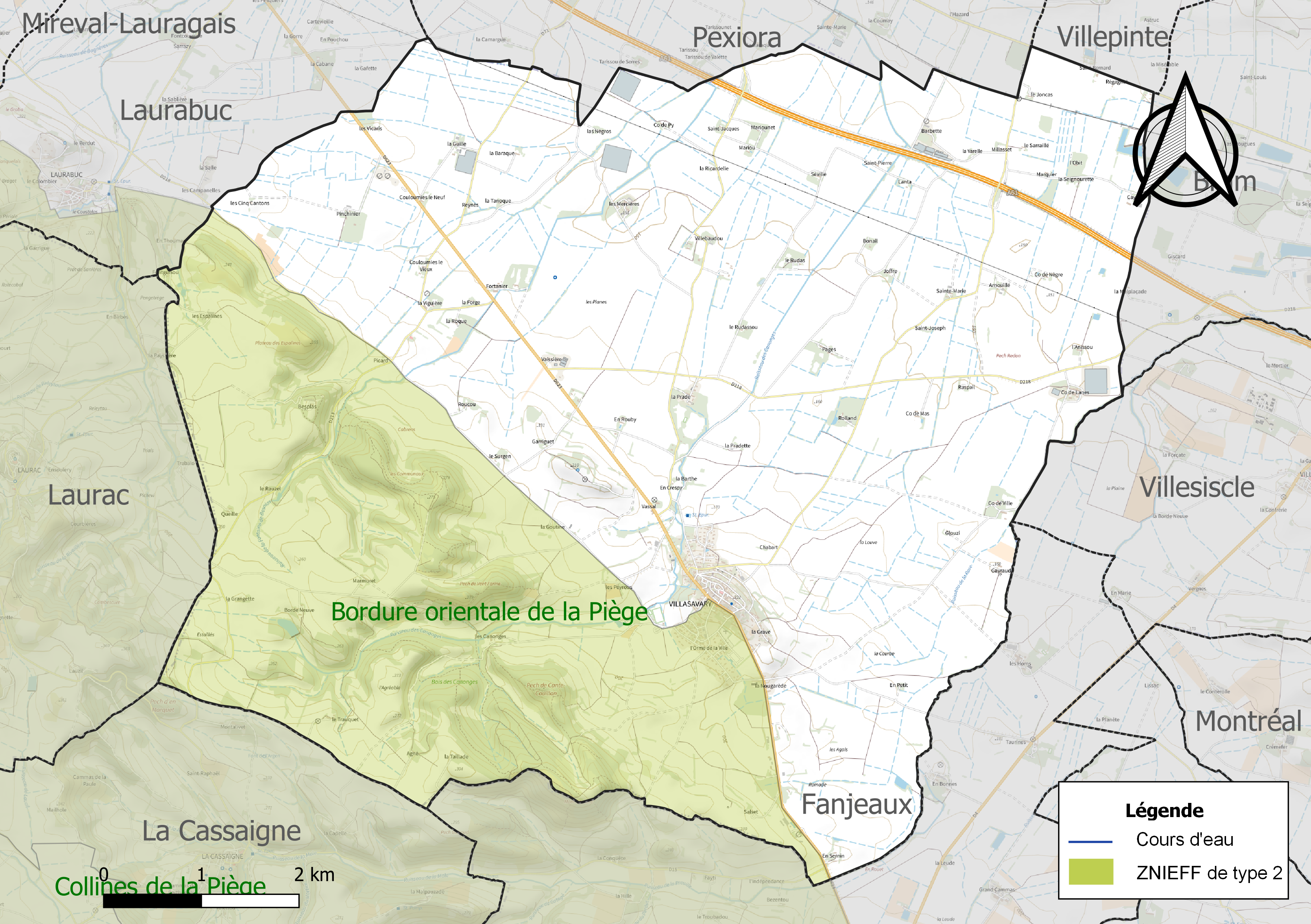
Carte de la ZNIEFF de type 2 sur la commune.

## Urbanisme

### Typologie
Au 1er janvier 2024, Villasavary est catégorisée bourg rural, selon la nouvelle grille communale de densité à 7 niveaux définie par l'Insee en 2022.
Elle est située hors unité urbaine. Par ailleurs la commune fait partie de l'aire d'attraction de Castelnaudary, dont elle est une commune de la couronne,. Cette aire, qui regroupe 34 communes, est catégorisée dans les aires de moins de 50 000 habitants,.

### Occupation des sols
L'occupation des sols de la commune, telle qu'elle ressort de la base de données européenne d’occupation biophysique des sols Corine Land Cover (CLC), est marquée par l'importance des territoires agricoles (94,1 % en 2018), une proportion sensiblement équivalente à celle de 1990 (94,4 %). La répartition détaillée en 2018 est la suivante : 
terres arables (62,8 %), zones agricoles hétérogènes (31,2 %), forêts (4,9 %), zones urbanisées (1,1 %). L'évolution de l’occupation des sols de la commune et de ses infrastructures peut être observée sur les différentes représentations cartographiques du territoire : la carte de Cassini (XVIIIe siècle), la carte d'état-major (1820-1866) et les cartes ou photos aériennes de l'IGN pour la période actuelle (1950 à aujourd'hui).

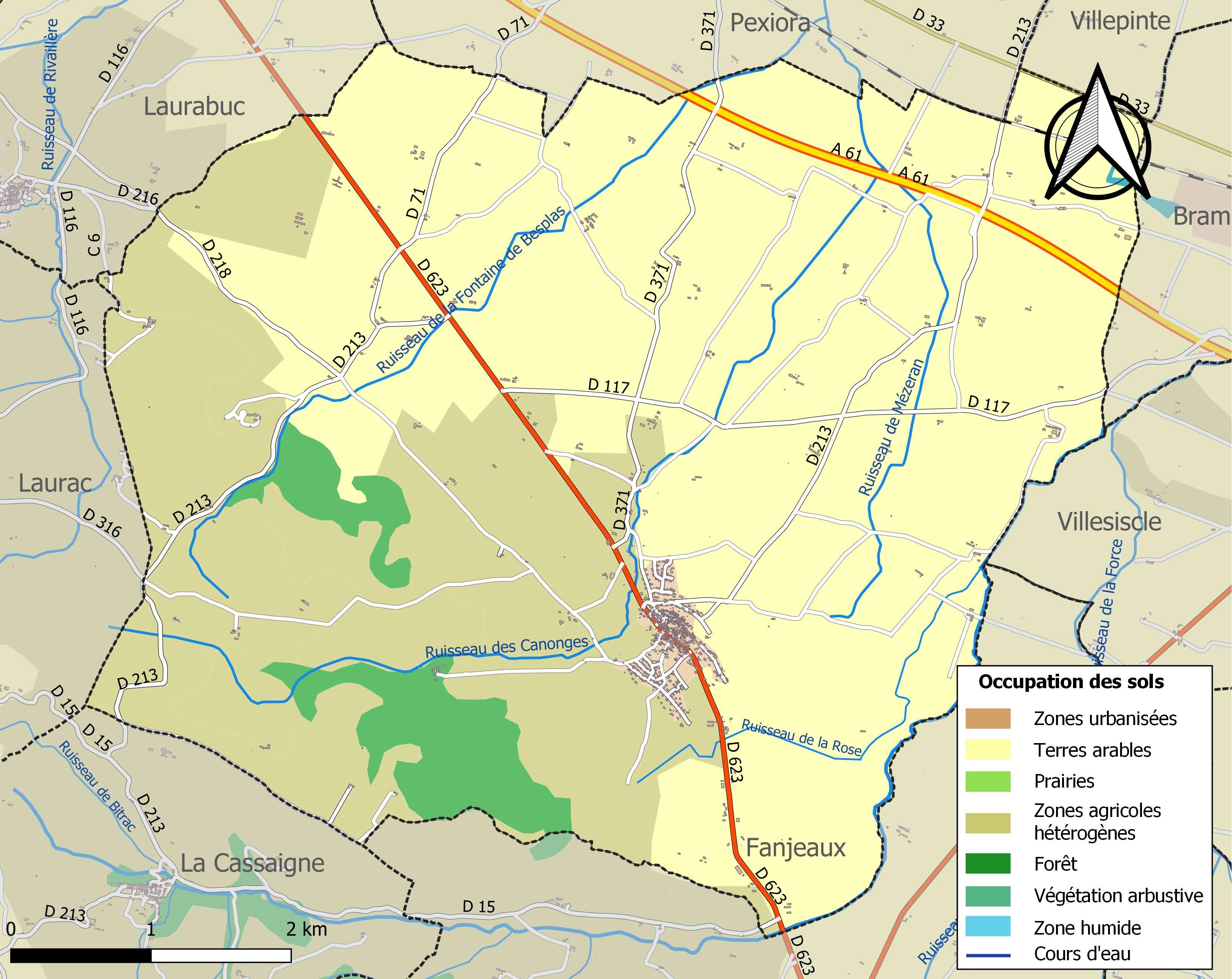
Carte des infrastructures et de l'occupation des sols de la commune en 2018 (CLC).

### Risques majeurs
Le territoire de la commune de Villasavary est vulnérable à différents aléas naturels : météorologiques (tempête, orage, neige, grand froid, canicule ou sécheresse) et séisme (sismicité très faible). Il est également exposé à un risque technologique,  le transport de matières dangereuses. Un site publié par le BRGM permet d'évaluer simplement et rapidement les risques d'un bien localisé soit par son adresse soit par le numéro de sa parcelle.

#### Risques naturels

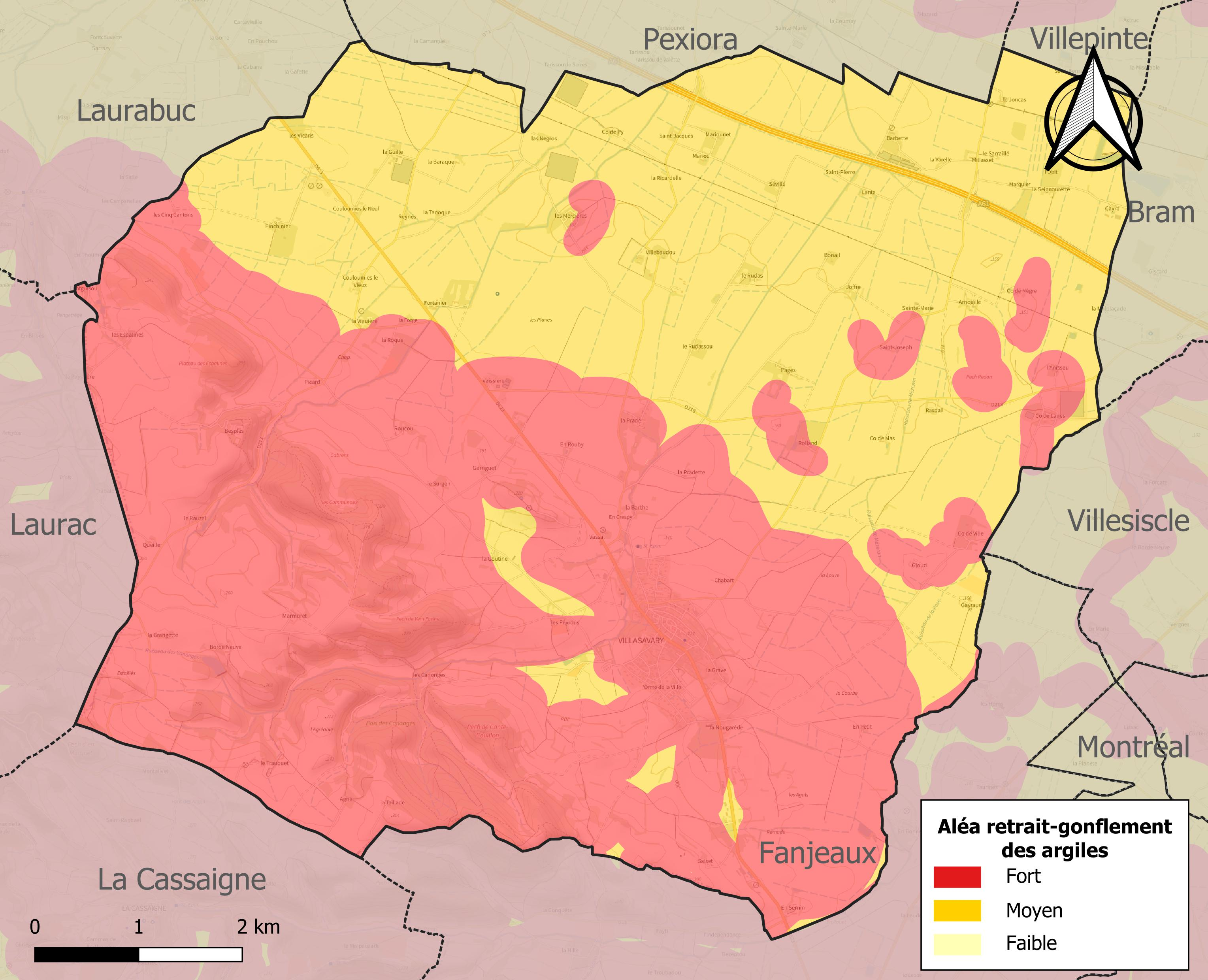
Carte des zones d'aléa retrait-gonflement des sols argileux de Villasavary.

Le retrait-gonflement des sols argileux est susceptible d'engendrer des dommages importants aux bâtiments en cas d’alternance de périodes de sécheresse et de pluie. La totalité de la commune est en aléa moyen ou fort (75,2 % au niveau départemental et 48,5 % au niveau national). Sur les 591 bâtiments dénombrés sur la commune en 2019, 591 sont en aléa moyen ou fort, soit 100 %, à comparer aux 94 % au niveau départemental et 54 % au niveau national. Une cartographie de l'exposition du territoire national au retrait gonflement des sols argileux est disponible sur le site du BRGM,.

#### Risques technologiques
Le risque de transport de matières dangereuses sur la commune est lié à sa traversée par une route à fort trafic et une ligne de chemin de fer. Un accident se produisant sur de telles infrastructures est en effet susceptible d’avoir des effets graves au bâti ou aux personnes jusqu’à 350 m, selon la nature du matériau transporté. Des dispositions d’urbanisme peuvent être préconisées en conséquence.

## Histoire
Le 7 juillet 2016, le premier ministre Manuel Valls effectua une visite officielle à la « Maison de services au public » avec Jean-Michel Baylet, ministre de l’Aménagement du Territoire,de la Ruralité et des Collectivités territoriales, lors d'un déplacement dans l'Aude,.

## Politique et administration

### Liste des maires
| Période                                  | Période               | Identité                              | Étiquette   | Qualité |
| ---------------------------------------- | --------------------- | ------------------------------------- | ----------- | --- |
| 1830                                     | 1842                  | Jean-Pierre Rouger de Villasavary     | Tiers-Parti | Député de l'Aude (1831→1837), Conseiller général du canton de Fanjeaux (1833→1842)                                                               |
| 1848                                     | 1852                  | Louis Dominique Picard                |             | |
| 1852                                     |                       | André Ménard                          |             | |
| 1910                                     |                       | Jules Barrié                          |             | Conseiller général du canton de Fanjeaux (1886→1911)                                                                                             |
| 1965                                     | 1995                  | Louis Ournac                          |             | |
| juin 1995                                | juin 2025 (démission) | Jacques Danjou                        | PS          | Ingénieur agricole retraité, Vice-Président de la Communauté de communes Piège-Lauragais-Malepère Chevalier de l'ordre national du Mérite (2013) |
| 26 juin 2025                             | En cours              | Sarah Danjou, Fille de Jacques Danjou |             | Cadre de la fonction publique territoriale |
| Les données manquantes sont à compléter. |                       |                                       |             | |

## Démographie
L'évolution du nombre d'habitants est connue à travers les recensements de la population effectués dans la commune depuis 1793. Pour les communes de moins de 10 000 habitants, une enquête de recensement portant sur toute la population est réalisée tous les cinq ans, les populations de référence des années intermédiaires étant quant à elles estimées par interpolation ou extrapolation. Pour la commune, le premier recensement exhaustif entrant dans le cadre du nouveau dispositif a été réalisé en 2005.

En 2022, la commune comptait 1 216 habitants, en évolution de −0,25 % par rapport à 2016 (Aude : +2,65 %, France hors Mayotte : +2,11 %).
| 1793  | 1800  | 1806  | 1821  | 1831  | 1836  | 1841  | 1846  | 1851  |
| ----- | ----- | ----- | ----- | ----- | ----- | ----- | ----- | ----- |
| 1 850 | 1 960 | 1 966 | 1 783 | 1 788 | 1 660 | 1 662 | 1 719 | 1 843 |

| 1856  | 1861  | 1866  | 1872  | 1876  | 1881  | 1886  | 1891  | 1896  |
| ----- | ----- | ----- | ----- | ----- | ----- | ----- | ----- | ----- |
| 1 880 | 1 871 | 1 747 | 1 676 | 1 647 | 1 676 | 1 723 | 1 676 | 1 590 |

| 1901  | 1906  | 1911  | 1921  | 1926  | 1931  | 1936  | 1946  | 1954  |
| ----- | ----- | ----- | ----- | ----- | ----- | ----- | ----- | ----- |
| 1 567 | 1 598 | 1 555 | 1 423 | 1 302 | 1 251 | 1 227 | 1 210 | 1 066 |

| 1962  | 1968 | 1975 | 1982 | 1990 | 1999 | 2005  | 2006  | 2010  |
| ----- | ---- | ---- | ---- | ---- | ---- | ----- | ----- | ----- |
| 1 025 | 885  | 791  | 819  | 758  | 874  | 1 024 | 1 049 | 1 200 |

| 2015  | 2020  | 2022  | - | - | - | - | - | - |
| ----- | ----- | ----- | - | - | - | - | - | - |
| 1 218 | 1 212 | 1 216 | - | - | - | - | - | - |

## Économie

### Revenus
En 2018  (données Insee publiées en septembre 2021), la commune compte 467 ménages fiscaux, regroupant 1 140 personnes. La médiane du revenu disponible par unité de consommation est de 20 030 € (19 240 € dans le département).

### Emploi
| Division       | 2008   | 2013   | 2018   |
| -------------- | ------ | ------ | ------ |
| Commune        | 11,1 % | 11,9 % | 8,4 %  |
| Département    | 10,2 % | 12,8 % | 12,6 % |
| France entière | 8,3 %  | 10 %   | 10 %   |

En 2018, la population âgée de 15 à 64 ans s'élève à 715 personnes, parmi lesquelles on compte 76,1 % d'actifs (67,7 % ayant un emploi et 8,4 % de chômeurs) et 23,9 % d'inactifs,. En  2018, le taux de chômage communal (au sens du recensement) des 15-64 ans est inférieur à celui de la France et du département, alors qu'en 2008 la situation était inverse.
La commune fait partie de la couronne de l'aire d'attraction de Castelnaudary, du fait qu'au moins 15 % des actifs travaillent dans le pôle,. Elle compte 219 emplois en 2018, contre 220 en 2013 et 181 en 2008. Le nombre d'actifs ayant un emploi résidant dans la commune est de 490, soit un indicateur de concentration d'emploi de 44,6 % et un taux d'activité parmi les 15 ans ou plus de 57,1 %.
Sur ces 490 actifs de 15 ans ou plus ayant un emploi, 96 travaillent dans la commune, soit 20 % des habitants. Pour se rendre au travail, 87 % des habitants utilisent un véhicule personnel ou de fonction à quatre roues, 3,3 % les transports en commun, 4 % s'y rendent en deux-roues, à vélo ou à pied et 5,7 % n'ont pas besoin de transport (travail au domicile).

### Activités hors agriculture

#### Secteurs d'activités
80 établissements sont implantés  à Villasavary au 31 décembre 2019. Le tableau ci-dessous en détaille le nombre par secteur d'activité et compare les ratios avec ceux du département,.
| Secteur d'activité                                                                                        | Commune | Commune | Département |
| Secteur d'activité                                                                                        | Nombre  | %       | %           |
| --- | ------- | ------- | ----------- |
| Ensemble                                                                                                  | 80      |         |             |
| Industrie manufacturière, industries extractives et autres                                                | 14      | 17,5 %  | (8,8 %)     |
| Construction                                                                                              | 9       | 11,3 %  | (14 %)      |
| Commerce de gros et de détail, transports, hébergement et restauration                                    | 20      | 25 %    | (32,3 %)    |
| Activités financières et d'assurance                                                                      | 2       | 2,5 %   | (2,7 %)     |
| Activités immobilières                                                                                    | 8       | 10 %    | (5,2 %)     |
| Activités spécialisées, scientifiques et techniques et activités de services administratifs et de soutien | 6       | 7,5 %   | (13,3 %)    |
| Administration publique, enseignement, santé humaine et action sociale                                    | 15      | 18,8 %  | (13,2 %)    |
| Autres activités de services                                                                              | 6       | 7,5 %   | (8,8 %)     |

Le secteur du commerce de gros et de détail, des transports, de l'hébergement et de la restauration est prépondérant sur la commune puisqu'il représente 25 % du nombre total d'établissements de la commune (20 sur les 80 entreprises implantées  à Villasavary), contre 32,3 % au niveau départemental.

#### Entreprises
L' entreprise ayant son siège social sur le territoire communal qui génère le plus de chiffre d'affaires en 2020 est : 
- SAS Bombail, travaux de terrassement courants et travaux préparatoires (573 k€)

### Agriculture
La commune est dans le Razès, une petite région agricole occupant l'ouest du département de l'Aude, également dénommée localement « Volvestre et Razès ». En 2020, l'orientation technico-économique de l'agriculture  sur la commune est la polyculture et/ou le polyélevage.
|               | 1988  | 2000 | 2010 | 2020 |
| ------------- | ----- | ---- | ---- | ---- |
| Exploitations | 61    | 35   | 29   | 24   |
| SAU (ha)      | 2 851 | 2637 | 2718 | 2779 |

Le nombre d'exploitations agricoles en activité et ayant leur siège dans la commune est passé de 61 lors du recensement agricole de 1988  à 35 en 2000 puis à 29 en 2010 et enfin à 24 en 2020, soit une baisse de 61 % en 32 ans. Le même mouvement est observé à l'échelle du département qui a perdu pendant cette période 60 % de ses exploitations,. La surface agricole utilisée sur la commune a également diminué, passant de 2 851 ha en 1988 à 2 779 ha en 2020. Parallèlement la surface agricole utilisée moyenne par exploitation a augmenté, passant de 47 à 116 ha.

## Culture locale et patrimoine

### Lieux et monuments
- L'église Saint-Pierre-ès-Liens de Villasavary.
- L'église Saint-Jacques.
- Chapelle Saint-Martin-de-la-Salle de Besplas. L'édifice a été inscrit au titre des monuments historiques en 1999[38].
- Château primitif
- Château de La Nogarède, édifié au XVIIIe siècle, résidence de la famille de Lamée de Soulages
- Halles municipales
- Monuments aux morts[39]
- Moulin à vent
- Éolienne ascenseur d'eau
- Voûte du ruisseau des Canonges
- Rues des anciennes portes
- Rue de l'Asile
- Lieu-dit Fortanier

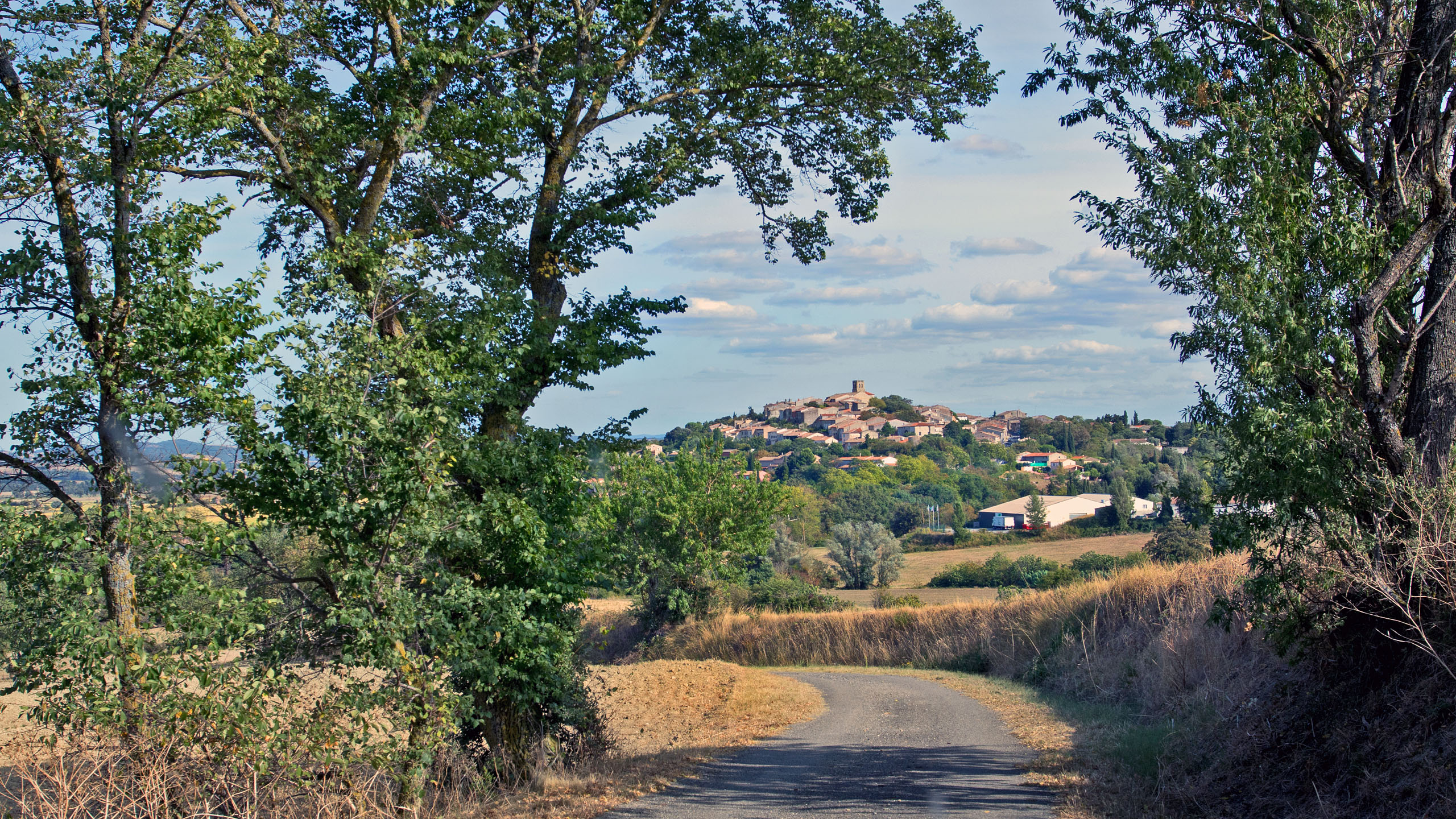
Le village vu de l'ouest.
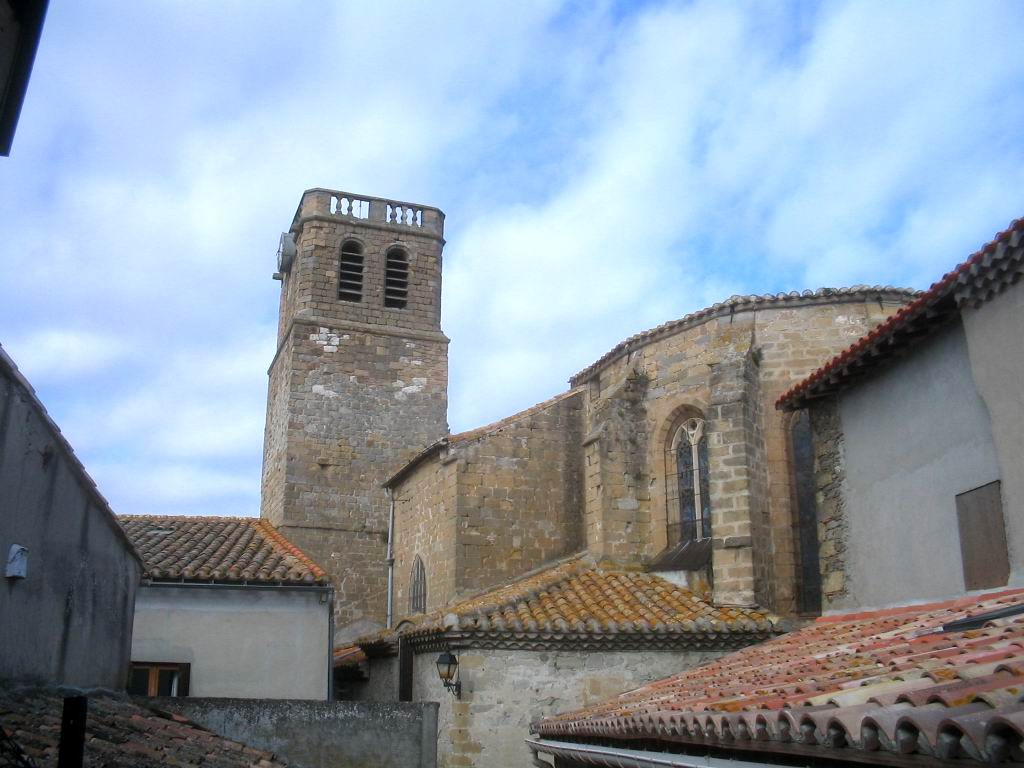
L'église Saint-Pierre-ès-Liens de Villasavary.
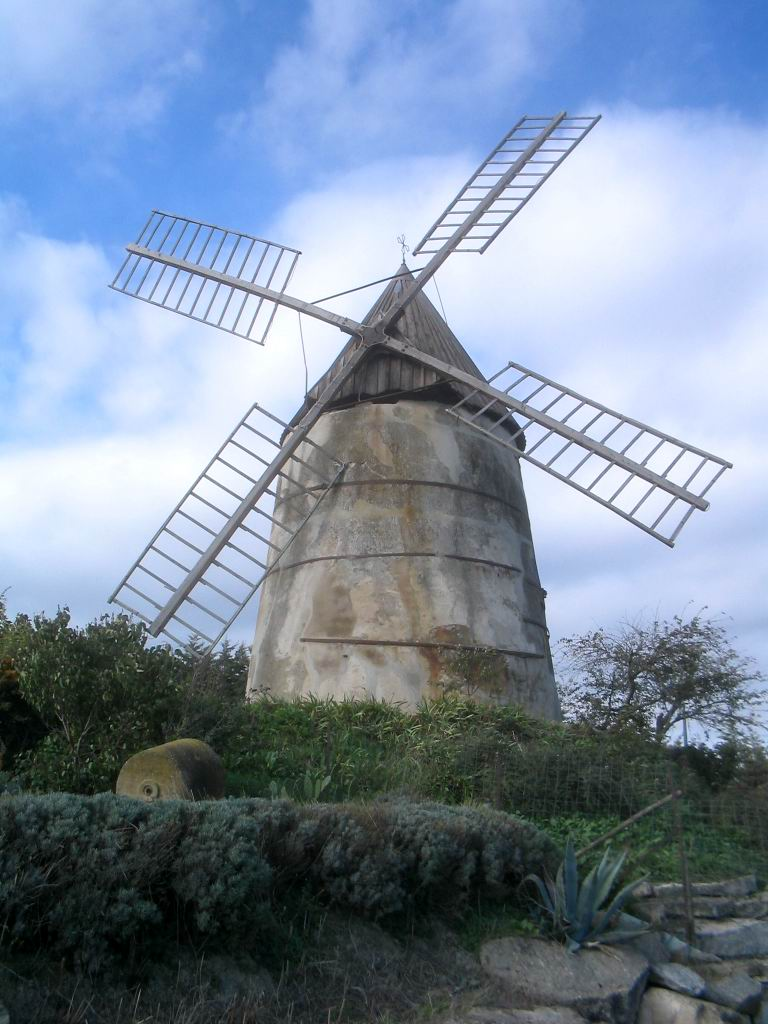
Le moulin.
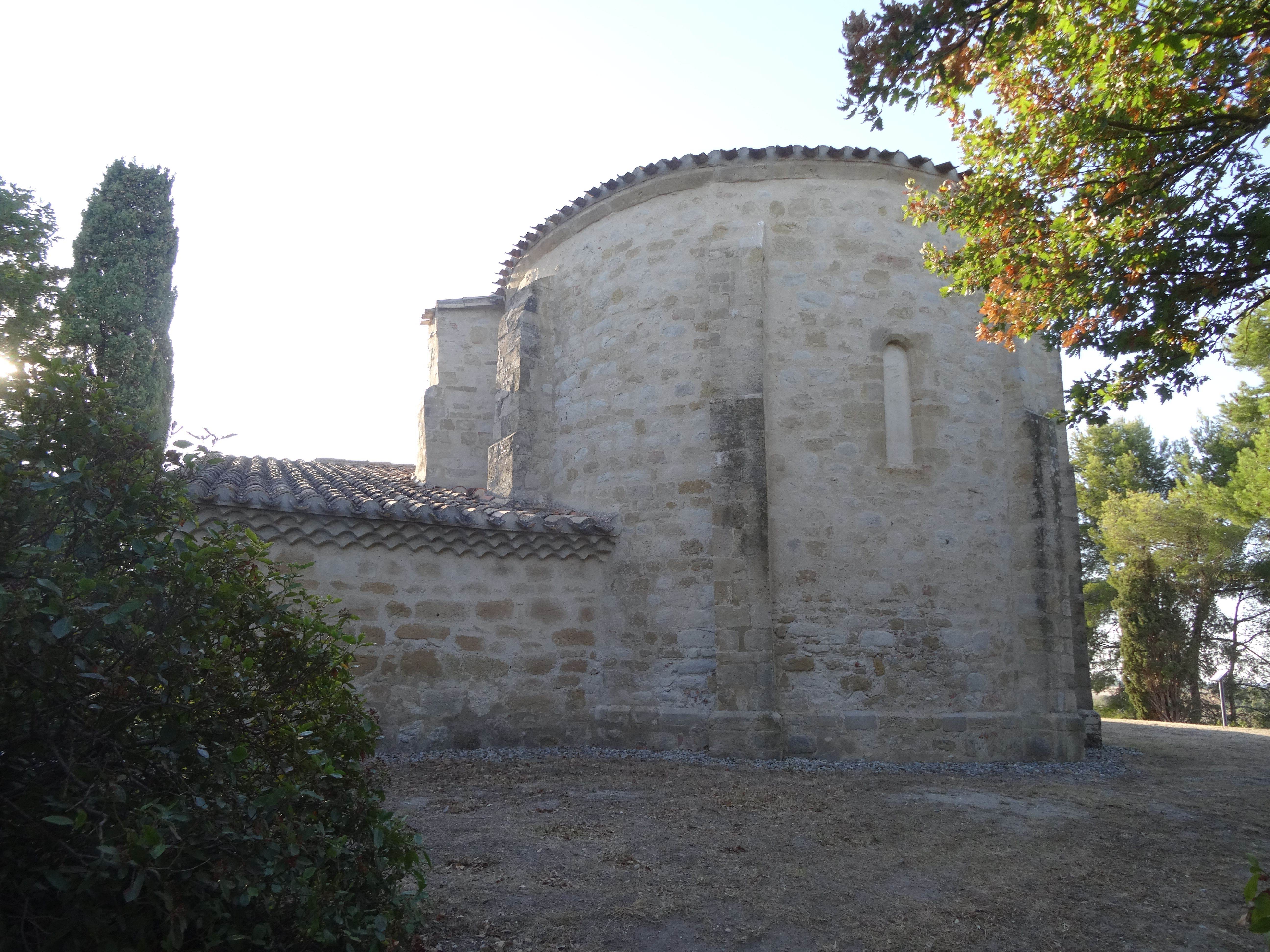
Chapelle Saint-Martin-de-la-Salle de Besplas.

### Personnalités liées à la commune
- Jean-Pierre Rouger de Villasavary, homme politique, né le 2 juillet 1780 à Villasavary (Aude) et décédé en ce même village, le 3 septembre 1846.
- Louis Broyer, conseiller général de l'Aude, 14 prairial an VIII - 1812.
- Henri Menard, conseiller général de l'Aude, 3 mai 1807 - 1812.
- Marie Rouger, conseiller général de l'Aude, 26 novembre 1830 - 1833.
- Jean Ramière de Fortanier, universitaire et militaire, mort pour la France en 1940.

### Héraldique
| Villasavary | Son blasonnement est : D'azur à un chevron d'argent, et un chef du même. |